# Inopinaves
Inopinaves es un clado de aves pertenecientes al grupo Neoaves propuesto por un estudio genómico de Richard Prum y colaboradores en el año 2015. Contiene los clados Opisthocomiformes (hoacín) y Telluraves. El estudio muestra que el hoacín divergió de otras aves hace unos 64 millones de años. Estudios previos han colocado al hoacín en diferentes partes del árbol filogenético de las aves, sin embargo, a pesar de su morfología inusual, los estudios genéticos han demostrado que el hoacín no es tan primitivo o tan antiguo como se pensaba y podría ser un ave muy derivada que revirtió o retiene algunos rasgos plesiomórficos.
Según Alexander Suh y colaboradores en un estudio del 2016, uno de los problemas con las conclusiones sobre este nuevo clado es que estudios independientes (como el de Richard Jarvis y colaboradores del 2014 y el mismo estudio de Prum) encontraron relaciones filogenéticas muy diferentes (como Gruae) utilizando el mismo soporte probabilístico.